# Четыре квартета
Четыре квартета (англ. Four Quartets) — цикл из четырёх поэм (Burnt Norton, East Coker, The Dry Salvages, Little Gidding) Томаса Элиота. Написан с 1934 по 1942 год, впервые издан в единой композиции в 1943 году.

## Содержание и структура
Наиболее полное самовыражение мировоззрения Т. С. Элиота. Квартет насыщен символизмом чисел, религиозных символов, цвета, музыки (ритма), времени. Квартет соотносится с четырьмя временами года, периодами жизни, стихиями (воздух-земля-вода-огонь). Здесь Т. С. Элиот следует за духовным учителем — Данте и символизмом «Божественной комедии», где три части, в каждой по 33 песни, всего 99+1, всего сто; в раю девять сфер, в аду девять кругов, в чистилище девять ступеней и т. д.
Из диссертации О. М. Ушаковой:

Теоцентрическая структура универсума, воплощенная в «Четырёх квартетах», соответствует дантовской космографии. Т. С. Элиот подобно Данте воссоздает модель мира, в которой Бог — неизменная, постоянная величина, первоначало и первопричина, свет которого озаряет каждого, стремящегося к нему. Время и пространство трансформируются в бесконечность и покой вечности.
Т. С. Элиот придавал большое значение ясности и онтологической полноте дантовской космографии, определявшей, по его мнению, гармонию и упорядоченность художественного мира Данте. В «Четырёх квартетах» мы видим попытку охватить все уровни мироздания во всей полноте времен и явлений. Бесчисленное множество элементов, предметов, вещей, событий, процессов составляют некую целостность, некое единство, вне которого нельзя рассматривать даже самые ничтожные явления.

Каждая поэма состоит из пяти песен, следуя традиции Бетховена, сочинившего пятичастные квартеты. Музыкальность, ритмичность подчёркивает, например, использование поэм цикла разными композиторами: Стравинским, Губайдулиной, Джорджем Цонтакисом.
Помимо Данте, как пишет О. М. Ушакова,

компонентами контекстуального поля стали «Храм» Дж. Герберта, «Восхождение на гору Кармил» де ла Круса, откровения английской мистической писательницы XIV века Иулиании Норичской и книга анонимного английского мистика «Облако Неведомого». <…> Критики выделяют целый ряд скрытых цитат и аллюзий, по которым можно определить некоторых участников этой беседы великих: Р. Киплинг, У. Шекспир, С. Малларме, Дж. Мильтон, Дж. Свифт, Дж. Форд, У. Б. Йейтс, С. Джонсон и др.

### Бёрнт Нортон, Burnt Norton, 1935 год
Burnt Norton — поместье в графстве Глостершир, которое Т. С. Элиот посетил в 1934 году.
Первая часть «Четырёх квартетов». Написано в 1934 году как самостоятельно произведение, впервые опубликовано в «Избранном» (Collected Poems) в 1936 году, отдельно, вне сборника — в 1941 году.

### Ист Коукер, East Coker, 1940 год
Вторая часть цикла.
East Coker — деревня в графстве Сомерсетшир, где в XVI—XVIII веках жили предки Элиота и откуда они эмигрировали в Бостон. Элиот посетил родную деревню в 1936—1937 годах. Позднее его прах был захоронен на кладбище, а в церкви в 1965 году установлена мемориальная доска. В её оформлении были использованы начальные и финальные строчки поэмы East Coker — «in my beginning is my end» и «in my end is my beginning» («в моём начале — мой конец» / «в моём конце — моё начало»).

### Драй Сэлвейджез(Драй Селвэджес), The Dry Salvages, 1941 год
Третья часть цикла. Название объяснил в эпиграфе сам автор.

Драй Сэлвейджез — очевидно, от les trois sauvages — группа скал с маяком к северо-западу от Кейп-Энн, Массачусетс. Salvages произносится в рифму assuages

### Литтл Гиддинг, Little Gidding, 1942 год
Заключительная часть цикла. Little Gidding — небольшая англиканская община, её основал Николас Феррар в 1625 году в графстве Хантингдоншире. Оплот англиканства и роялизма во время гражданской войны 1641—1649 годов, общину трижды посещал король Карл I. На её месте возникла деревушка, которую в 1936 году посетил поэт.